# Boris Pašanski
Boris Pašanski (Бopиc Пaшaнcки) (nascido em 3 de novembro de 1982) é um jogador sérvio de tênis profissional.